# Pješčana Uvala
Pješčana Uvala is een plaats in de gemeente Medulin in de Kroatische provincie Istrië. De plaats telt 576 inwoners (2001).